# 1184 (album)
Pour les articles homonymes, voir 1184 (homonymie).
Albums de Windir
Arntor
(1999) Likferd
(2003)

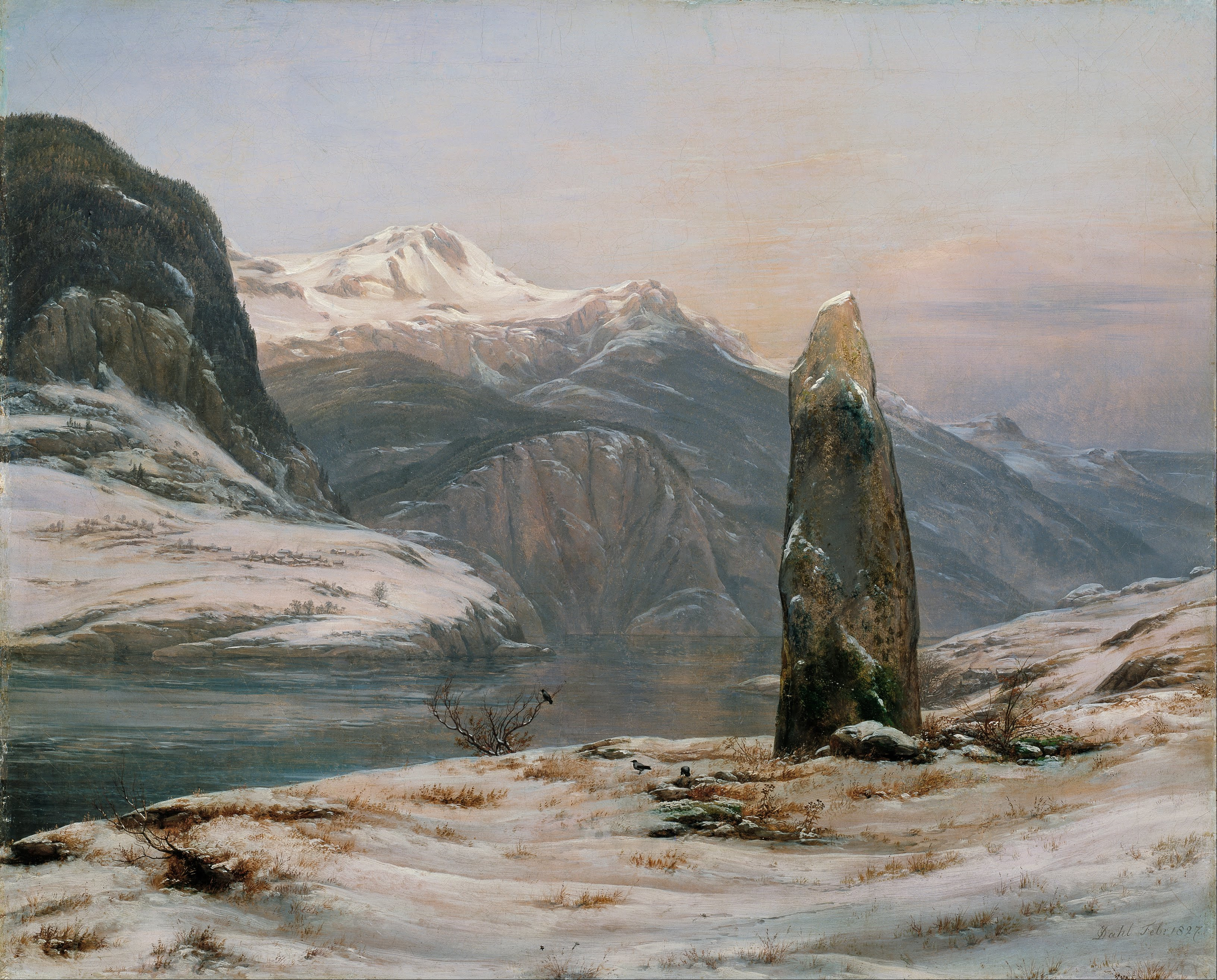
Pochette de l'album : Johan Christian Dahl - Winter at the Sognefjord.

1184 est le troisième album studio du groupe de Black metal norvégien Windir. L'album est sorti le 19 novembre 2001 sous le label Head not found.

Le nom de l'album fait référence à l'année pendant laquelle le village natal du fondateur du groupe, « Valfar », a été brûlé par l'armée du roi Sverre de Norvège.
Valfar a composé cet album en coopération avec le groupe Ulcus.
Cet album est différent de ses deux prédécesseurs. En effet, celui-ci inclut des inspirations provenant de la musique électronique. Cela a provoqué une certaine division chez les fans: certains ayant aimé cette nouveauté chez le groupe, d'autres regrettant le style du groupe à ses débuts.

## Musiciens
- Valfar - chant, accordéon, guitare, claviers
- Sture - guitare
- Strom - guitare
- Hvàll - basse
- Righ - claviers
- Steingrim - batterie
- Cosmocrator - chant clair

## Liste des morceaux
1. Todeswalzer – 4:55
2. 1184 – 5:28
3. Dance of Mortal Lust – 5:44
4. The Spiritlord – 6:11
5. Heidra – 8:19
6. Destroy – 6:30
7. Black New Age – 4:54
8. Journey to the End – 9:34